# 新聞標題
新聞標題（英語：headline），指媒體所刊登或播報的新聞的標題，是在新闻正文前面，对新闻内容加以评价或概括的简短文字。在享有編輯自主及新聞自由的國家，各個媒體依照其屬性不同，可以由總編輯把關，自行決定新聞標題怎麼下。
新聞標題反映該媒體的偏向和屬性，也反映該媒體的閱聽人類型及他們最關心的新聞種類。